# King Girado
Filbert B. Girado, Jr. (nacido el 14 de abril de 1979, Pasay), más conocido por su nombre artístico como King Girado, es un cantante, músico, modelo y actor filipino.

## Biografía
King girado nació en Pasay el 14 de abril de 1979, se graduó con una Licenciatura en Ciencias en Tecnología Médica en la Universidad de Extremo Oriente. Es uno de los artistas que ha tenido éxito haciéndose conocer con temas musicales como "Tal vez", "Di palo Mo Pagbigyan" y "Will You wait for Me". 
Durante su infancia, a un principio no tenía interés por la música, sin embargo el gusto musical le llegó de forma hereditaria por parte de uno de su familia. Se crio en un ambiente musical, él es el segundo hijo de sus cuatro hermanos. Su padre, Filbert Girado, era una persona dedicado a los negocios y además exmiembro del Grupo "Bayanihan" y su madre, Daulet Girado, era enfermera, aunque también de inclinaciones musicales. Su madre también era profesora de piano, aunque un día su madre, le advirtió a su hermana menor llamada Nina, que el podía algún día ir lejos en su lugar. Aunque la idea para King de ser cantante aún se encontraba lejos.

## Carrera
En sus años de adolescencia, fue cuando King descubrió al grupo New Kids On The Block. Se sintió fascinado por el falsete agudo de Jordan Knight y que quería ser como él. El amor por la música dentro de la industria, para King fue demasiado bueno y finalmente decidió probar suerte en la industria musical. King se unió a su hermana Nina como líder de la banda de MYMP. También se unió a la banda juvenil "IdolZone 2" y luego formó su propia banda musical, ya que con este no tuvo éxito.
La última banda a la que se unió fue a Spunk. Cuando la banda se desintegró, Star Records le ofreció una oportunidad. En ese momento Star Records, tenía la intención de establecer una banda juvenil, lo que equivalió formar parte de otras bandas internacionales como NSYNC y Backstreet Boys. King de inmediato tomó la oportunidad y entró a la audición. Fue aceptado, pero después decidió esperar por lo que carecía de algunos miembros más. Finalmente, el plan de formar parte de otras bandas juveniles locales, dejó de lado y él fue elegido para formar parte de un proyecto para entrar a un estudio de grabación y lanzar un álbum discográfico en solitario, su álbum de "Three-in-one" o "Tres-en-uno", ha contado bajo la colaboración de dos artistas. Se lanzó al estrellato como solista a través de sus amigos, su primer single de King titulado "Tal vez", se posesionó en el puesto # 1 en las estaciones de radio y fue establecido como uno de los artistas más populares del momento. Su álbum fue galardonado con disco de oro, siendo un certificado que lo recibió durante la celebración de sus cumpleaños.

## Televisión
- Mastershowman presents Walang Tulugan(GMA 7)
- Chowtime(IBC 13)
- Heatthrobs 911 - MTB(ABS CBN 2)
- StarQuest - MTB(ABS CBN 2)
- Happy50TV Concert(ABS CBN 2)
- Victim(ABS CBN 2)
- ASAP(ABS CBN 2)
- ABS CBN 2004 Christmas special(ABS CBN 2)
- Buttercup(ABS CBN 2)
- Unang Hirit(GMA 7)
- All Star K! The 1Million Videoke challenge(GMA 7)
- Star in a Million(ABS CBN 2)
- MRS(ABS CBN 2)
- 2006 Binibining Pilipinas Talent night(GMA 7)
- Tapatan(UNTV 25)
- Sing A Gong(ABC 5)
- Mornings at ANC(ANC)
- Kris & Korina(ABS CBN 2)
- At Home Ako dito(ABS CBN 2)
- SIS(GMA 7)
- Eat Bulaga(GMA 7)
- Wowowee(ABS CBN 2)
- Myx(Studio 23)
- MTV Philippines(MTV)
- Homeboy(ABS CBN 2)
- ASOP TV(UNTV)

## Discografía
| - 2003: Solo (King, Divo Bayer, Josh Santana) - 2004: The Reason I Exist | - 2003: The Brightest Stars of Christmas Star Records. - 2004: My first Romance (Movie Soundtrack) Star Records. - 2004: Weekend Love (Movie Soundtrack) Star Records. - 2005: Krystala (Original Soundtrack) Star Records. - 2011: Baby & Just the way You are Non-stop Christmas Medley with Beatphonics Warner Music Philippines. |

## Premios
- 1997: campeón de Grand galanes 911 cantar y mirar-uno-como concurso (MTB, ABS CBN).
- 2005: Premio a disco de oro por álbum en solitario (Star Records).
- 2005: Premio a disco de oro para el rey la razón por la que existe (Star Records).
- 2005: Centro de Pop Filipinas, embajador de la música.
- 2006: Mejor Intérprete Masculino (Premios Nacionales de Calidad de los consumidores).
- 2008: Medalla de Oro (Rock Categoría) Campeonatos del Mundo de las Artes Escénicas.
- 2008: Medalla de Plata (Categoría Contemporáneo) Campeonatos del Mundo de las Artes Escénicas.
- 2008: Medalla de Plata (Categoría Broadway) Campeonatos del Mundo de las Artes Escénicas.
- 2008: Medalla de Bronce (Evangelio Categoría) Campeonatos del Mundo de las Artes Escénicas.

## Nominaciones
- 2004: Mejor intérprete masculino (tal vez), los Premios Awit.
- 2004: Mejor Nueva Artista Masculino (Tal vez), los Premios Awit.
- 2005: Mejor intérprete masculino de hoteles, bares y salones, los premios Aliw.
- 2006: Mejor intérprete masculino de hoteles, bares y salones, los Premios Aliw.